# John W. Nystrom
John Williams Nystrom fue un ingeniero civil, inventor y autor sueco. Fue secretario asistente y jefe de ingeniería de la Armada de los Estados Unidos durante la Guerra de Secesión.

## Biografía
Nació como Johan Vilhelm Nyström en la provincia de Smaland, Suecia. Recibió su grado en ingeniería en el Real Instituto de Tecnología (Kungliga Tekniska högskolan) en Estocolmo. Emigró a los Estados Unidos en los años 1840 y se convirtió en ciudadano estadounidense en 1854. Vivió en Filadelfia, Pensilvania donde muró el 11 de mayo de 1885.
Nystrom inscribió muchas patentes por inventos como un motor de vapor marino, un refrigerador y calculadoras mecánicas. Su regla de cálculo (U.S. Patent # 7961) fue inscrita en los Estados Unidos el 4 de marzo de 1851.
Nystrom es conocido por su propuesta de cambiar del sistema decimal al hexadecimal en su publicación de 1862 "Project of a New System of Arithmetic, Weight, Measure and Coins, Proposed to be Called the Tonal System, with Sixteen to the Base" (Propuesta de un nuevo sistema de aritmética, pesos, medidas y monedas, propuesto a llamarse "Sistema Tonal" sobre la base de dieciséis).
Ese 1867 llegó al Cusco, Perú, buscando alentar la formación de una sociedad metalúrgica y minera en el Cusco para impulsar la industria siderúrgica. En su expedición e informes, se menciona a Pio B. Mesa, junto con otros terratenientes cusqueños como Pablo Umeres, Manuel Avelino y Mariano Orihuela, José María Galdo, Pedro Mariano Miota, quienes no sólo ayudaron a Nystrom en sus expediciones sino que suscribieron acciones para la constitución de dicha empresa la que, sin embargo, no pudo concretarse ante la poca inversión realizada por los habitantes del Cusco.

## Sistemas numéricos

### Sistema Tonal (hexadecimal)
En 1859, Nystrom propuso un sistema de numeración hexadecimal (basado en 16), aritmético, y de metrología llamado el Sistema Tonal. En adición a las nuevos pesos y medidas, su propuesta incluyó un nuevo calendario con dieciséis meses, un nuevo sistema de moneda y un reloj hexadecimal con dieciséis horas en el día.

No temo, o no dudo, de cambiar un sistema binario de aritmética o metrología. Se que tengo qu la naturaleza de mi lado; si no tengo éxito en convencerlos sobre su utilidad y gran importancia para la humanidad, le quitará mucho crédito a nuestra generación respecto los hombres científicos y filósofos.

### Sistema duodecimal
En 1875, Nystrom propuso un nuevo sistema de numeración duodecimal (basado en 12), aritmético, y de metrología llamado el Sistmea Duodenal como un apéndice de su libro Un nuevo tratado sobre los elementos mecánicos estableciendo precisión estricta en el significado de términos dinámicos.

## Principales tratados
- A treatise on screw propellers and their steam-engines, with practical rules and examples how to calculate and construct the same ... accompanied with A treatise on bodies in motion in fluid ... also, a full description of a calculating machine (Philadelphia: H. C. Baird. 1852)
- Project of a new system of arithmetic, weight, measure and coins, proposed to be called the tonal system, with sixteen to the base (Philadelphia: J.B. Lippincott & Co.; London: Trubner & Co. 1862)
- On technological education and the construction of ships and screw propellers, for naval and marine engineers (Philadelphia: H.C. Baird. 1866)
- Informe al supremo gobierno del Perú, sobre una espedición al interior de la república (Lima:  E. Prugue. 1868)
- Pocket-book of mechanics and engineering (Philadelphia: J. B. Lippincott & co.; London: Trübner & Co. 1869)
- Principles of dynamics (Philadelphia: J. P. Murphy, printer. 1874)
- A new treatise on elements of mechanics establishing strict precision in the meaning of dynamical terms accompanied with an appendix on duodenal arithmetic and metrology (Philadelphia: Porter & Coates. 1875)
- A new treatise on steam engineering, physical properties of permanent gases, and of different kinds of vapor (Philadelphia: London: J.B. Lippincott & Co. 1876)